# Чернігівка (Чишминський район)
Черні́гівка (рос. Черниговка, башк. Черниговка) — село у складі Чишминського району Башкортостану, Росія. Входить до складу Аровської сільської ради.
Населення — 115 осіб (2010; 118 у 2002).
Національний склад:
- росіяни — 58 %